# ديريك سترونغ
ديريك سترونغ (بالإنجليزية: Derek Strong)‏ مواليد 9 فبراير 1968 في لوس أنجلوس، هو لاعب كرة سلة أمريكي سابق. بدأ مسيرته الاحترافية في سنة 1990. تم اختياره من قبل فريق فيلادلفيا سفنتي سيكسرز خلال الدرافت. يبلغ طوله 6 قدم 8 بوصة (2.0 م). اعتزل اللعب في 2003. أحرز خلال مسيرته في الإن بي إيه 3088 نقطة بمعدل 6.8 نقاط في المباراة الواحدة.

## المسيرة الاحترافية
لعب مع بيناس ويسكا في الدوري الإسباني في موسم 1990–1991، ثم لعب مع واشنطن ويزاردز في سنة 1992، ثم لعب مع ميلووكي باكز من سنة 1992 إلى 1994، ثم لعب مع بوسطن سيلتكس في موسم 1994–1995، ثم لعب مع لوس أنجلوس ليكرز في موسم 1995–1996، ثم لعب مع أورلاندو ماجيك من سنة 1996 إلى 2000، ثم لعب مع لوس أنجلوس كليبرز في موسم 2000–2001.

## روابط خارجية
- ديريك سترونغ على موقع إن بي أي (الإنجليزية)
- ديريك سترونغ على موقع سبورتس رفرنس (الإنجليزية)
- ديريك سترونغ على موقع الدوري الإسباني لكرة السلة (الإسبانية)
- ديريك سترونغ على موقع كرة السلة الأوروبية.كوم (الإنجليزية)
- ديريك سترونغ على موقع كلية كرة السلة في سبورتس رفرنس.كوم (الإنجليزية)
- ديريك سترونغ على موقع ريلجم (الإنجليزية)
- ديريك سترونغ على موقع بروبوليرز (الإنجليزية)
- ديريك سترونغ على موقع سبورتس رفرنس (الإنجليزية)
- ديريك سترونغ على موقع سبورتس رفرنس (الإنجليزية)